# Лоурейру да Кошта, Жуан Педру
Жуа́н Пе́дру Лоуре́йру да Ко́шта (порт. João Pedro Loureiro da Costa; род. 26 марта 2000, Повуа-ди-Варзин) — португальский футболист, защитник греческого клуба «Олимпиакос».

## Клубная карьера
Коштинья — воспитанник клубов «Кавалоеш», «Авеледа», «Порту», «Брага» и «Риу Аве». 29 ноября 2020 года в матче против дублёров «Жил Висенте» он дебютировал в Сангриш лиге в составе последних. 8 августа 2021 года в поединке против «Академики» игрок забил свой первый гол за «Риу Аве». 

## Международная карьера
В 2019 году в составе юношеской сборной Португалии Коштинья завоевал серебряные медали юношеского чемпионата Европы в Армении. На турнире он сыграл в матчах против команд Италии, Армении, Ирландии и дважды Испании.